# 河村大助
河村 大助（かわむら だいすけ、1962年 - ）は、日本の建築家。NTTファシリティーズ所属。愛知県生まれ。
1988年、東京芸術大学大学院美術研究科修了。日本電信電話株式会社入社を経て、NTTファシリティーズ勤務。
主な作品に、NTT加須情報システムビル、ベイシティ品川ショッピングセンター、新風館、イオンモール与野、イオンモール大日などがある。